# Elleanthus smithii
Elleanthus smithii är en orkidéart som beskrevs av Rudolf Schlechter. Elleanthus smithii ingår i släktet Elleanthus och familjen orkidéer. Inga underarter finns listade i Catalogue of Life.